# Gunnison National Forest

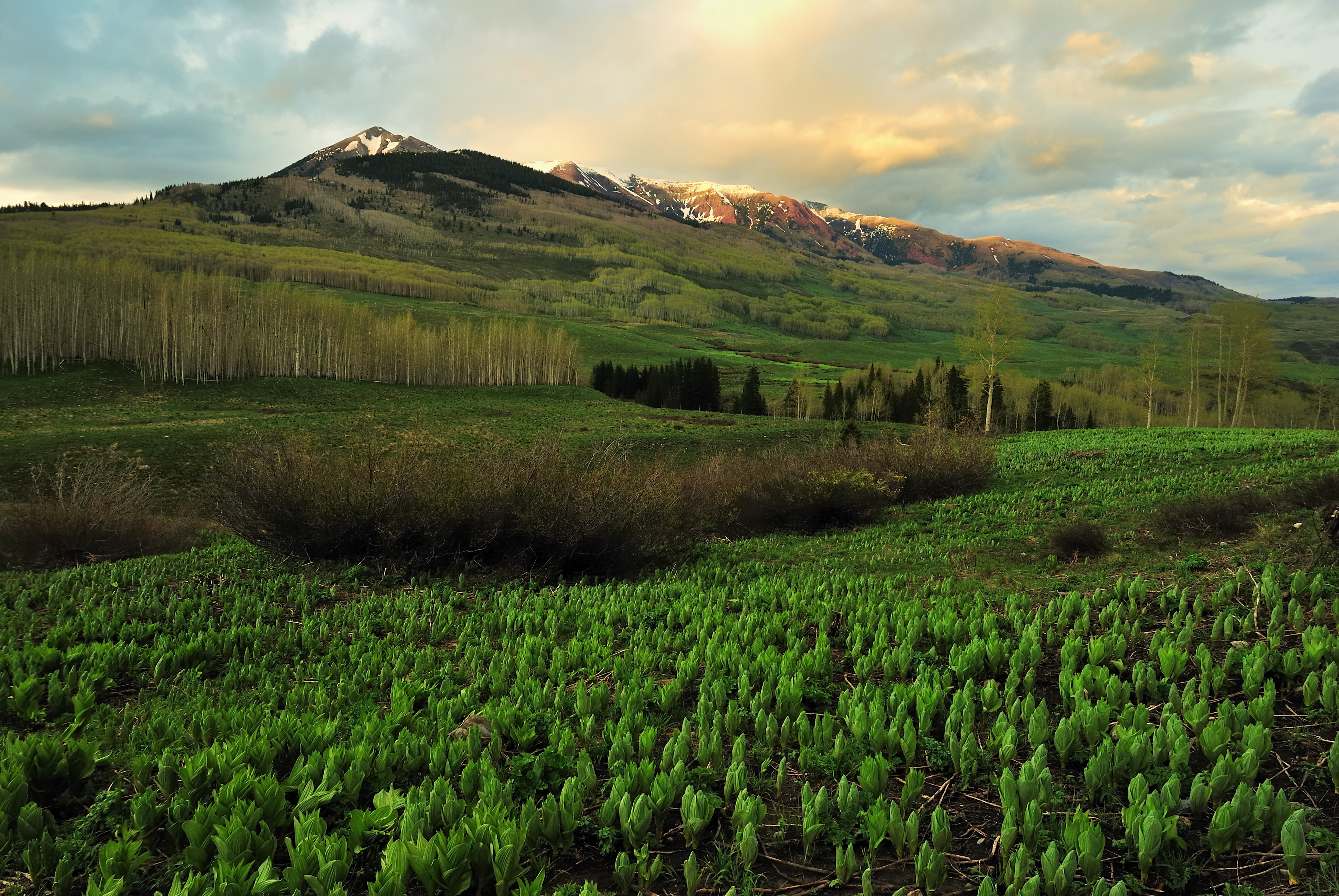
Gunnison National Forest

Der Gunnison National Forest ist ein 6900 km² großes Waldgebiet unter der Kontrolle der Bundesregierung („National Forest“) im Westen des US-Bundesstaates Colorado in den Countys Mesa, Gunnison, Hinsdale und Saguache. Er grenzt im Norden an den White River National Forest, im Westen an den Grand Mesa National Forest und an den Uncompahgre National Forest, im Osten an den San Isabel National Forest und im Süden an den Rio Grande National Forest. Im Wald liegen die zwei Wildgebiete Maroon Bells-Snowmass Wilderness, das auch im White River und im San Isabel National Forest liegt und das Collegiate Wilderness, das auch im San Isabel National Forest liegt. Theodore Roosevelt erklärte am 13. Juni 1905 den Wald als National Forest. Benannt wurde der National Forest nach dem Forscher John Williams Gunnison.
Wie alle National Forest ist auch dieses Waldgebiet in Bundesbesitz und wird intensiv forstwirtschaftlich genutzt.